# Universidade Daejin
A Universidade Daejin (hangul=대진대학교; hanja=大眞大學校; rr=Daejin Daehakgyo) é uma universidade privada da Coreia do Sul. Seu presidente atual é Lee Myeon-jae.  Ela foi criada em 1991 pela Daesun Jinrihoe, um grupo religioso coreano. A localização foi escolhida devido à sua posição próxima ao ponto médio da linha que liga Halla-san com Baekdu-san e, portanto, no coração simbólico da península coreana.
Seus cursos de graduação são divididos entre seis faculdades: Cultura, Humanidades, Ciências Sociais, Ciências Naturais, Ciências e Engenharia e Artes. Também são oferecidos cursos no nível de pós-graduação, através de escolas de pós-graduação especializadas em Educação, Indústria, Administração de Empresas e Assuntos Jurídicos. A Universidade Daejin possui um programa de estudos no exterior, localizado nos campi de duas universidades da República Popular da China: Universidade Soochow em Suzhou e Universidade Regular de Harbin em Harbin.

## Alunos notáveis
- Bae Soo-bin
- Choi Jin-hyuk
- Haha
- Hong In-young
- Lim Seul-ong (2AM)
- Jeong Jin-woon (2AM)
- Ki Tae-young
- Kim Shi-hoo
- Lim Ju-hwan
- Park Ki-woong
- Taeyang (BIGBANG)